# Powiat Akō
Powiat Akō (jap. 赤穂郡 Akō-gun) – powiat w Japonii, w prefekturze Hyōgo. W 2024 roku liczył 13 256 mieszkańców.

## Miejscowości
- Kamigōri